# Lones Wigger
Lones Wesley Wigger Jr (ur. 25 sierpnia 1937 w Great Falls, zm. 14 grudnia 2017 w Colorado Springs) – amerykański strzelec sportowy. Trzykrotny medalista olimpijski.

## Życiorys
Specjalizował się w karabinku małokalibrowym i karabinie. Brał udział w trzech igrzyskach (IO 64, IO 68, IO 72), na dwóch zdobywał medale. W 1964 triumfował w trzech postawach na dystansie 50 m oraz był drugi w pozycji leżącej. Osiem lat później zdobył tytuł w trzech postawach na dystansie 300 metrów, kiedy ta konkurencja była ostatni raz w programie igrzysk. Stawał na podium mistrzostw świata (m.in. zdobył dwa złote medale w konkurencjach indywidualnych – 1974 w Thun w karabinku małokalibrowym stojąc na 50 m oraz w 1978 w Seulu w karabinie dowolnym w trzech postawach na 300 m) oraz triumfował w igrzyskach panamerykańskich.
Jego córka Deena jest olimpijką z Seulu (1988).

## Wyniki olimpijskie
| Igrzyska | Konkurencja                               | Wynik | Miejsce | Źródło |
| -------- | ----------------------------------------- | --- | ------- | ------ |
| IO 1964  | Karabin małokalibrowy, trzy postawy, 50 m | 1164 punkty Postawa leżąca – 398 punktów (99-100-100-99) Postawa klęcząca – 394 punkty (97-99-98-100) Postawa stojąca – 372 punkty (94-99-94-93) |         | [ 4 ]  |
| IO 1964  | Karabin małokalibrowy leżąc, 50 m         | 597 punktów (99-100-100-100-99-99) |         | [ 5 ]  |
| IO 1968  | Karabin małokalibrowy leżąc, 50 m         | 592 punkty (97-99-100-98-99-99) | 28.     | [ 6 ]  |
| IO 1972  | Karabin dowolny, trzy postawy, 300 m      | 1155 punktów Postawa leżąca – 394 punkty (97-99-98-100) Postawa klęcząca – 382 punkty (95-95-96-97) Postawa stojąca – 379 punktów (95-96-93-95)  |         | [ 7 ]  |
| IO 1972  | Karabin małokalibrowy leżąc, 50 m         | 597 punktów (99-99-100-100-100-99) | 7.      | [ 8 ]  |